# Lista över svenska brigader
Detta är en lista över svenska infanteribrigader, mekaniserade brigader och pansarbrigader. I samband med försvarsbeslutet 1948 omorganiserades den svenska fältarmén från tidigare fältregementen till brigader. Som mest bestod fältarmén av 37 brigader, vilka i sin tur tillhörde ett utbildningsregemente. Vissa regementen utbildade två brigader, där den ena brigaden kom under 1980-talet utvecklas till en så kallad anfallsbrigad.
Pansarbrigaderna tillkom genom att Armén tillfördes ett nytt truppslag genom 1942 års försvarsförordning – pansartrupperna. Detta för att möta nya hot som uppstod under andra världskriget. Under 1980-talet och fram till slutet av 1990-talet omorganiserades pansarbrigaderna av ekonomiska skäl till mekaniserade brigader. Brigaderna som helhet avvecklades i samband med försvarsbeslutet 2000.
Kavalleriet hade dock satt upp en brigad, 1. kavalleribrigaden, redan 1937.

## 1914–1927
| Brigad nr | Brigad                | Brigadtyp     | Arméfördelning        | Ingående infanteriregementen                                       | Aktiv     | Kommentar |
| --------- | --------------------- | ------------- | --------------------- | ------------------------------------------------------------------ | --------- | --------- |
| 1.        | 1. infanteribrigaden  | lättinfanteri | I. arméfördelningen   | Kronobergs regementeHallands regemente                             | 1914–1927 |           |
| 2.        | 2. infanteribrigaden  | lättinfanteri | I. arméfördelningen   | Norra skånska infanteriregementetSödra skånska infanteriregementet | 1914–1927 |           |
| 3.        | 3. infanteribrigaden  | lättinfanteri | II. arméfördelningen  | Första livgrenadjärregementetAndra livgrenadjärregementet          | 1914–1927 |           |
| 4.        | 4. infanteribrigaden  | lättinfanteri | II. arméfördelningen  | Jönköpings regementeKalmar regemente                               | 1914–1927 |           |
| 5.        | 5. infanteribrigaden  | lättinfanteri | III. arméfördelningen | Skaraborgs regementeÄlvsborgs regemente                            | 1914–1927 |           |
| 6.        | 6. infanteribrigaden  | lättinfanteri | III. arméfördelningen | Västgöta regementeBohusläns regemente                              | 1914–1927 |           |
| 7.        | 7. infanteribrigaden  | lättinfanteri | IV. arméfördelningen  | Svea livgardeGöta livgarde                                         | 1914–1927 |           |
| 8.        | 8. infanteribrigaden  | lättinfanteri | IV. arméfördelningen  | Livregementets grenadjärerSödermanlands regemente                  | 1914–1927 |           |
| 9.        | 9. infanteribrigaden  | lättinfanteri | V. arméfördelningen   | Upplands infanteriregementeVästmanlands regemente                  | 1914–1927 |           |
| 10.       | 10. infanteribrigaden | lättinfanteri | V. arméfördelningen   | DalregementetVärmlands regemente                                   | 1914–1927 |           |
| 11.       | 11. infanteribrigaden | lättinfanteri | VI. arméfördelningen  | Hälsinge regementeJämtlands fältjägarregemente                     | 1914–1927 |           |
| 12.       | 12. infanteribrigaden | lättinfanteri | VI. arméfördelningen  | Västerbottens regementeVästernorrlands regemente                   | 1914–1927 |           |

## 1928–1936
| Brigad nr | Brigad         | Brigadtyp     | Arméfördelning         | Ingående infanteriregementen                      | Aktiv     | Kommentar |
| --------- | -------------- | ------------- | ---------------------- | ------------------------------------------------- | --------- | --------- |
|           | Östra brigaden | lättinfanteri | Östra arméfördelningen | LivgrenadjärregementetJönköpings-Kalmar regemente | 1928–1936 |           |

## 1937–1949
| Brigad nr | Brigad               | Brigadtyp          | Mobiliseringsmyndighet            | Aktiv     | Kommentar                            |
| --------- | -------------------- | ------------------ | --------------------------------- | --------- | ------------------------------------ |
| 1.        | 1. kavalleribrigaden | Kavalleribrigad    | Livregementet till häst           | 1937–1941 | Ombildad 1941 till 8. motorbrigaden  |
| 1.        | 1. cykelbrigaden     | Cykelskyttebrigad  | Svea livgarde                     | 1943–1949 |                                      |
| 2.        | 2. cykelbrigaden     | Cykelskyttebrigad  | Värmlands regemente               | –         | Ej uppsatt                           |
| 4.        | 4. cykelbrigaden     | Cykelskyttebrigad  | Livgrenadjärregementet            | –         | Ej uppsatt                           |
| 7.        | 7. motorbrigaden     | Motoriserad brigad | Södra skånska infanteriregementet | 1943–1949 |                                      |
| 8.        | 8. motorbrigaden     | Motoriserad brigad | Livregementet till häst           | 1941–1943 | Ombildad 1943 till 8. pansarbrigaden |
| 8.        | 8. pansarbrigaden    | Pansarbrigad       | Skånska dragonregementet          | 1943–1949 |                                      |
| 9.        | 9. pansarbrigaden    | Pansarbrigad       | Skaraborgs regemente              | 1943–1949 |                                      |
| 10.       | 10. pansarbrigaden   | Pansarbrigad       | Södermanlands regemente           | 1943–1949 |                                      |
| 14.       | 14. jägarbrigaden    | Jägarbrigad        | Hälsinge regemente                | –         | Ej uppsatt                           |
| 19.       | 19. jägarbrigaden    | Jägarbrigad        | Norrbottens regemente             | –         | Ej uppsatt                           |
| 20.       | 20. jägarbrigaden    | Jägarbrigad        | Västerbottens regemente           | –         | Ej uppsatt                           |
| 31.       | 31. cykelbrigaden    | Cykelskyttebrigad  | Svea livgarde                     | 1943–1949 |                                      |
| 34.       | 34. cykelbrigaden    | Cykelskyttebrigad  | Livgrenadjärregementet            | –         | Ej uppsatt                           |
| 35.       | 35. jägarbrigaden    | Jägarbrigad        | Jämtlands fältjägarregemente      | –         | Ej uppsatt                           |
| 51.       | 51. jägarbrigaden    | Jägarbrigad        | Västernorrlands regemente         | –         | Ej uppsatt                           |

## 1949–2000

### Infanteribrigader
| Brigad nr  | Brigad                | Brigadtyp                   | Mobiliseringsmyndighet            | Aktiv     | Kommentar |
| ---------- | --------------------- | --------------------------- | --------------------------------- | --------- | --- |
| IB 1       | Gula brigaden         | Infanteribrigad             | Svea livgarde                     | 1949–1985 | 1985 avvecklad genom försvarsbeslutet 1982. |
| IB 1       | Gula brigaden         | Infanteribrigad             | Svea livgarde                     | 1990–1994 | 1990 beteckningsbyte från IB 381994 namnbyte Livgardesbrigaden |
| IB 1 (Mek) | Livgardesbrigaden     | Mekaniserad infanteribrigad | Svea livgarde                     | 1994–2000 | 1994 betecknings- och namnbyte från IB 1 Gula brigaden2000 avvecklad genom försvarsbeslutet 2000                                                                           |
| IB 2       | Värmlandsbrigaden     | Infanteribrigad             | Värmlands regemente               | 1949–2000 | 2000 avvecklad genom försvarsbeslutet 2000 |
| IB 3       | Livbrigaden           | Infanteribrigad             | Livregementets grenadjärer        | 1949–1992 | 1992 avvecklad genom försvarsbeslutet 1988 |
| IB 4       | Grenadjärbrigaden     | Infanteribrigad             | Livgrenadjärregementet            | 1949–1994 | 1994 namnbyte till Livgrenadjärbrigaden |
| IB 4       | Livgrenadjärbrigaden  | Infanteribrigad             | Livgrenadjärregementet            | 1994–1997 | 1994 namnbyte från Grenadjärbrigaden1997 avvecklad genom försvarsbeslutet 1996                                                                                             |
| IB 10      | Södermanlandsbrigaden | Infanteribrigad             | Södermanlands regemente           | 1957–1963 | 1957 beteckningsbyte från PB 101963 beteckningsbyte till PB 10 |
| IB 11      | Kronobergsbrigaden    | Infanteribrigad             | Kronobergs regemente              | 1949–1992 | 1992 avvecklad genom försvarsbeslutet 1988 |
| IB 12      | Jönköpingsbrigaden    | Infanteribrigad             | Norra Smålands regemente          | 1949–1991 | 1991 avvecklad genom försvarsbeslutet 1988 |
| IB 12      | Smålandsbrigaden      | Infanteribrigad             | Norra Smålands regemente          | 1991–2000 | 1991 betecknings- och namnbyte från IB 42 Kalmarbrigaden2000 avvecklad genom försvarsbeslutet 2000                                                                         |
| IB 13      | Dalabrigaden          | Infanteribrigad             | Dalregementet                     | 1949–1984 | 1984 beteckningsbyte till NB 13 |
| IB 14      | Gästrikebrigaden      | Infanteribrigad             | Hälsinge regemente                | 1949–1994 | 1994 avvecklad genom försvarsbeslutet 1992 |
| IB 15      | Västgötabrigaden      | Infanteribrigad             | Älvsborgs regemente               | 1949–1992 | 1992 avvecklad genom försvarsbeslutet 1988 |
| IB 15      | Älvsborgsbrigaden     | Infanteribrigad             | Älvsborgs regemente               | 1994–2000 | 1994 beteckningsbyte från IB 45 |
| IB 16      | Hallandsbrigaden      | Infanteribrigad             | Hallands regemente                | 1949–1958 | 1958 avvecklad genom försvarsbeslutet 1958 |
| IB 16      | Hallandsbrigaden      | Infanteribrigad             | Hallands regemente                | 1949–2000 | 1994 beteckningsbyte från IB 46 |
| IB 17      | Bohusbrigaden         | Infanteribrigad             | Bohusläns regemente               | 1949–1991 | 1991 avvecklad genom försvarsbeslutet 1988 |
| IB 18      | Gotlandsbrigaden      | IB typ Gotland              | Gotlands infanteriregemente       | 1949–1966 | 1966 beteckningsbyte till PB 18 |
| IB 19      | Norrbottensbrigaden   | Infanteribrigad             | Norrbottens regemente             | 1949–1964 | 1964 beteckningsbyte till NB 19 |
| IB 20      | Västerbottensbrigaden | Infanteribrigad             | Västerbottens regemente           | 1949–1964 | 1964 beteckningsbyte till NB 20 |
| IB 21      | Ådalsbrigaden         | Infanteribrigad             | Västernorrlands regemente         | 1949–1990 | 1990 avvecklad genom försvarsbeslutet 1988 |
| IB 25      | Fältjägarbrigaden     | Infanteribrigad             | Jämtlands fältjägarregemente      | 1949–1958 | 1958 omorganiserad genom försvarsbeslutet 1958 till tre fjällbataljoner |
| IB 26      | Kristianstadsbrigaden | Infanteribrigad             | Norra skånska infanteriregementet | 1949–1963 | 1963 beteckningsbyte till PB 26 |
| IB 28      | Upplandsbrigaden      | Infanteribrigad             | Upplands regemente                | 1949–1984 | 1957 överförd till Svea livgarde, beteckningsbyte till IB 38 |
| IB 33      | Närkebrigaden         | Infanteribrigad             | Livregementets grenadjärer        | 1949–1992 | 1992 avvecklad genom försvarsbeslutet 1988 |
| IB 34      | Östgötabrigaden       | Infanteribrigad             | Livgrenadjärregementet            | 1949–1958 | 1958 avvecklad genom försvarsbeslutet 1958 |
| IB 35      | Härjedalsbrigaden     | Infanteribrigad             | Jämtlands fältjägarregemente      | 1949–1963 | 1963 betecknings- och namnbyte till NB 35 Jämtlandsbrigaden |
| IB 37      | Skånebrigaden         | Infanteribrigad             | Södra skånska infanteriregementet | 1949–1963 | 1963 utgick på grund av regementet omorganiserades till pansar |
| IB 38      | Västmanlandsbrigaden  | Infanteribrigad             | Upplands regemente                | 1949–1957 | 1958 avvecklad genom försvarsbeslutet 1958 |
| IB 38      | Upplandsbrigaden      | Infanteribrigad             | Svea livgarde                     | 1957–1985 | 1957 överfört från Upplands regemente1985 namnbyte till Gula brigaden. |
| IB 38      | Gula brigaden         | Infanteribrigad             | Svea livgarde                     | 1985–1990 | 1985 namnbyte från Upplandsbrigaden1990 beteckningsbyte till IB 1. |
| IB 41      | Blekingebrigaden      | Infanteribrigad             | Kronobergs regemente              | 1949–1991 | 1991 avvecklad genom försvarsbeslutet 1988 |
| IB 42      | Kalmarbrigaden        | Infanteribrigad             | Norra Smålands regemente          | 1949–1991 | 1991 betecknings- och namnbyte till IB 12 Smålandsbrigaden |
| IB 43      | Kopparbergsbrigaden   | Infanteribrigad             | Dalregementet                     | 1949–1992 | 1992 utfasning som territorialförsvarsbrigad |
| IB 44      | Hälsingebrigaden      | Infanteribrigad             | Hälsinge regemente                | 1949–1992 | 1992 avvecklad genom försvarsbeslutet 1988 |
| IB 45      | Älvsborgsbrigaden     | Infanteribrigad             | Älvsborgs regemente               | 1963–1994 | 1951 betecknings- och namnbyte till PB 5 Göingebrigaden1963 betecknings- och namnbyte från PB 5 Göingebrigaden1994 betecknings- och namnbyte till IB 15 Älvsborgsbrigaden. |
| IB 46      | Västkustbrigaden      | Infanteribrigad             | Hallands regemente                | 1949–1964 | 1964 namnbyte till Hallandsbrigaden |
| IB 46      | Hallandsbrigaden      | Infanteribrigad             | Hallands regemente                | 1964–2000 | 1994 beteckningsbyte till IB 16 |
| IB 47      | Göteborgsbrigaden     | Infanteribrigad             | Bohusläns regemente               | 1949–1992 | 1992 avvecklad genom försvarsbeslutet 1988 |
| IB 50      | Lapplandsbrigaden     | Infanteribrigad             | Västerbottens regemente           | 1949–1965 | 1965 beteckningsbyte till NB 50 |
| IB 51      | Ångermanlandsbrigaden | Infanteribrigad             | Västernorrlands regemente         | 1949–2000 | 1972 beteckningsbyte till NB 51 |

### Norrlandsbrigader
| Brigad nr | Brigad                | Brigadtyp       | Mobiliseringsmyndighet       | Aktiv     | Kommentar                                                                 |
| --------- | --------------------- | --------------- | ---------------------------- | --------- | ------------------------------------------------------------------------- |
| NB 5      | Fältjägarbrigaden     | Norrlandsbrigad | Jämtlands fältjägarregemente | 1994–2000 | 1994 beteckningsbyte från NB 35 Fältjägarbrigaden                         |
| NB 13     | Dalabrigaden          | Norrlandsbrigad | Dalregementet                | 1984–2000 | 1984 beteckningsbyte från IB 132000 avvecklad genom försvarsbeslutet 2000 |
| NB 19     | Norrbottensbrigaden   | Norrlandsbrigad | Norrbottens regemente        | 1964–1994 | 1964 beteckningsbyte från IB 191994 beteckningsbyte till MekB 19          |
| NB 20     | Västerbottensbrigaden | Norrlandsbrigad | Västerbottens regemente      | 1964–1972 | 1972 omorganiseras till tre norrlandsskyttebataljoner Typ F               |
| NB 20     | Lapplandsbrigaden     | Norrlandsbrigad | Västerbottens regemente      | 1994–1997 | 1994 beteckningsbyte från NB 512000 avvecklad genom försvarsbeslutet 2000 |
| NB 21     | Ångermanlandsbrigaden | Norrlandsbrigad | Västernorrlands regemente    | 1972–2000 | 1994 beteckningsbyte från NB 512000 avvecklad genom försvarsbeslutet 2000 |
| NB 35     | Jämtlandsbrigaden     | Norrlandsbrigad | Jämtlands fältjägarregemente | 1963–1988 | 1988 namnbyte till Fältjägarbrigaden1994 beteckningsbyte till NB 5        |
| NB 35     | Fältjägarbrigaden     | Norrlandsbrigad | Jämtlands fältjägarregemente | 1988–1994 | 1994 beteckningsbyte till NB 5                                            |
| NB 50     | Lapplandsbrigaden     | Norrlandsbrigad | Västerbottens regemente      | 1965–1994 | 1965 beteckningsbyte från IB 50 1994 namnbyte till NB 20                  |
| NB 51     | Ångermanlandsbrigaden | Norrlandsbrigad | Västernorrlands regemente    | 1972–1994 | 1972 beteckningsbyte från IB 51 1994 beteckningsbyte till NB 21           |

### Pansarbrigader
| Brigad nr | Brigad                 | Brigadtyp      | Mobiliseringsmyndighet            | Aktiv     | Kommentar |
| --------- | ---------------------- | -------------- | --------------------------------- | --------- | --- |
| PB 5      | Älvsborgsbrigaden      | Pansarbrigad   | Älvsborgs regemente               | 1949–1963 | 1951 betecknings- och namnbyte från IB 45 Älvsborgsbrigaden1963 betecknings- och namnbyte till IB 45 Älvsborgsbrigaden               |
| PB 6      | Blåa brigaden          | Pansarbrigad   | Göta Livgarde                     | 1949–1979 | 1979 avvecklad genom försvarsbeslutet 1977                                                                                           |
| PB 7      | Malmöbrigaden          | Pansarbrigad   | Södra skånska infanteriregementet | 1949–1994 | 1994 betecknings- och namnbyte till MekB 7 Södra skånska brigaden                                                                    |
| PB 8      | Göingebrigaden         | Pansarbrigad   | Skånska dragonregementet          | 1950–1994 | 1950 namnbyte från 8. pansarbrigaden1994 namnbyte till Skånska dragonbrigaden                                                        |
| PB 8      | Skånska dragonbrigaden | Pansarbrigad   | Skånska dragonregementet          | 1994–1997 | 1994 namnbyte från Göingebrigaden1998 beteckningsbyte till MekB 8                                                                    |
| PB 9      | Skaraborgsbrigaden     | Pansarbrigad   | Skaraborgs regemente              | 1949–1997 | 1998 beteckningsbyte till MekB 9 |
| PB 10     | Södermanlandsbrigaden  | Pansarbrigad   | Södermanlands regemente           | 1949–1974 | 1957 beteckningsbyte till IB 101963 beteckningsbyte från IB 101974 avvecklad genom försvarsbeslutet 19721982 återuppsatt som MekB 10 |
| PB 18     | Gotlandsbrigaden       | PB typ Gotland | Gotlands regemente                | 1966–1994 | 1966 beteckningsbyte från IB 181994 beteckningsbyte till MekB 18                                                                     |
| PB 26     | Kristianstadsbrigaden  | Pansarbrigad   | Norra skånska regementet          | 1963–1994 | 1963 beteckningsbyte från IB 261994 avvecklad genom försvarsbeslutet 1992                                                            |

### Mekaniserade brigader
| Brigad nr | Brigad                 | Brigadtyp                            | Mobiliseringsmyndighet   | Aktiv     | Kommentar                                                                                        |
| --------- | ---------------------- | ------------------------------------ | ------------------------ | --------- | ------------------------------------------------------------------------------------------------ |
| MekB 7    | Södra skånska brigaden | Mekaniserad brigad                   | Södra skånska regementet | 1994–2000 | 1994 betecknings- och namnbyte från PB 7 Malmöbrigaden2000 avvecklad genom försvarsbeslutet 2000 |
| MekB 8    | Skånska dragonbrigaden | Mekaniserad brigad                   | Skånska dragonregementet | 1998–2000 | 1998 beteckningsbyte från PB 82000 avvecklad genom försvarsbeslutet 2000                         |
| MekB 9    | Skaraborgsbrigaden     | Mekaniserad brigad                   | Skaraborgs regemente     | 1998–2000 | 1997 beteckningsbyte från PB 92000 avvecklad genom försvarsbeslutet 2000                         |
| MekB 10   | Södermanlandsbrigaden  | Mekaniserad brigad typ Öppen terräng | Södermanlands regemente  | 1982–2000 | 1982 återuppsatt som MekB 102000 avvecklad genom försvarsbeslutet 2000                           |
| MekB 18   | Gotlandsbrigaden       | Mekaniserad brigad typ Gotland       | Gotlands regemente       | 1994–2000 | 1994 beteckningsbyte från PB 182000 avvecklad genom försvarsbeslutet 2000                        |
| MekB 19   | Norrbottensbrigaden    | Mekaniserad brigad                   | Norrbottens regemente    | 1994–2000 | 1994 beteckningsbyte från NB 192000 avvecklad genom försvarsbeslutet 2000                        |

### Kustartilleribrigader
| Brigad nr | Brigad                       | Brigadtyp           | Mobiliseringsmyndighet            | Aktiv     | Kommentar                                        |
| --------- | ---------------------------- | ------------------- | --------------------------------- | --------- | ------------------------------------------------ |
| KAB 1     | Första kustartilleribrigaden | Kustartilleribrigad | Vaxholms kustartilleriregemente   | 1956–1994 | Omorganiserades 1994 till Roslagens marinbrigad  |
| KAB 2     | Andra kustartilleribrigaden  | Kustartilleribrigad | Vaxholms kustartilleriregemente   | 1956–2000 |                                                  |
| KAB 3     | Tredje kustartilleribrigaden | Kustartilleribrigad | Vaxholms kustartilleriregemente   | 1956–1997 | Omorganiserades 1994 till Södertörns marinbrigad |
| KAB 4     | Fjärde kustartilleribrigaden | Kustartilleribrigad | Karlskrona kustartilleriregemente | 1956–2000 |                                                  |
| KAB 5     | Femte kustartilleribrigaden  | Kustartilleribrigad | Älvsborgs kustartilleriregemente  | 1956–1997 | Omorganiserades 1994 till Göteborgs marinbrigad  |
| KAB 6     | Sjätte kustartilleribrigaden | Kustartilleribrigad | Gotlands kustartilleriregemente   | 1956–1994 | Omorganiserades 1994 till Fårösunds marinbrigad  |
| FMB       | Fårösunds marinbrigad        | Marinbrigad         | Gotlands militärkommando          | 1994–2000 |                                                  |
| GMB       | Göteborgs marinbrigad        | Marinbrigad         | Västkustens marinkommando         | 1994–1997 |                                                  |
| RMB       | Roslagens marinbrigad        | Marinbrigad         | Vaxholms kustartilleriregemente   | 1994–1997 | Omorganiserades 1998 till marinregemente         |
| SMB       | Södertörns marinbrigad       | Marinbrigad         | Vaxholms kustartilleriregemente   | 1994–1997 | Omorganiserades 1998 till marinregemente         |

## 2010–
| Brigad nr | Brigad                 | Brigadtyp                    | Mobiliseringsmyndighet   | Aktiv     |
| --------- | ---------------------- | ---------------------------- | ------------------------ | --------- |
| 2. brig   | Andra brigaden         | Brigadstab                   | Skaraborgs regemente     | 2010–2021 |
| 3. brig   | Tredje brigaden        | Brigadstab                   | Norrbottens regemente    | 2010–2021 |
| IB 1      | Livgardesbrigaden      | Reducerad motoriserad brigad | Livgardet                | 2022–     |
| MekB 4    | Skaraborgsbrigaden     | Mekaniserad brigad           | Skaraborgs regemente     | 2022–     |
| MekB 7    | Södra skånska brigaden | Mekaniserad brigad           | Södra skånska regementet | 2022–     |
| NMekB 19  | Norrbottensbrigaden    | Mekaniserad norrlandsbrigad  | Norrbottens regemente    | 2022–     |
| SG GTL    | Stridsgrupp Gotland    | Stridsgrupp                  | Gotlands regemente       | 2022–     |